# زهرة غونيش
زهرة غونيش (مواليد 7 يوليو 1999) هي لاعبة كرة طائرة تركية، تلعب في نادي فاكيف بنك، ومنتخب تركيا.